# Книнска Крајина
Книнска Крајина је географска област у данашњој Републици Хрватској. Обухвата предео око града Книна у северној Далмацији. Пре операције Олуја овај предео је био већински насељен Србима. Током рата у Хрватској Книнска Крајина је била део Републике Српске Крајине.

## Географија
Книнска Крајина се налази између области Буковице на југозападу, Цетинске Крајине на југоистоку, Лике на северозападу, Дрнишке Крајине (у Загори) на југу, и Завршја у Босни и Херцеговини на истоку.

## Историја

### Пред турски период
Постоје различита мишљења о томе ко је, и када насељавао Книнску Крајину током векова. Хрватски извори тврде да су Хрвати живели у Северној Далмацији још у 7. веку. Такође као један од доказа наводе то што је Книн био седиште хрватског краља Звонимира. Неки српски извори пак тврде да је Звонимир владао Србима, и да су га Срби убили када је покушао да овај предео стави под „латинску власт”. Постоји и мишљење да је српски краљ Бодин држао Книнску Крајину и целу Северну Далмацију под својом влашћу, и да је стога овај предео српски. По трећим изворима, Срби нису староседеоци Книна и његове територије, али у њему чине већину већ у 14. веку, и то пре Косовског боја, о чему сведочи и манастир Крупа, подигнут 1317. године, као и манастир Крка подигнут 1350. Книнску Крајину су почели да насељавају Срби из Босне још крајем 12. века, а те миграције су посебно учестале када је бан Твртко Котроманић у састав своје државе уврстио и Северну Далмацију све до Велебита.

### 16—20. век
У 16. веку Турци, полако заузимају целу Далмацију (у којој се пре тога смењивала млетачка и угарска власт) а у њој и Книнску Крајину. Хрватско становништво бежи, док српско остаје, и константно насељава ову територију из других српских крајева, нарочито у периоду од 1523—1527.
Пожаревачким миром Книнска Крајина потпада под млетачку власт и остаје све до Кампоформијског мира, 18. октобра 1797. када су Истра, цела Далмација, и Бока которска, припале Аустрији. Под аустријском влашћу остаје све до Наполеонове победе над руском и аустријском војском код Аустерлица 1805, када цео овај простор потпада под француску власт.
Ипак, ни француска управа није дуго трајала и већ 1813. Аустрија ће опет завладати книнским простором. Ова владавина ће трајати све до успостављања Краљевине Срба, Хрвата и Словенаца и тада ће овај простор после више векова опет доћи под власт Јужних Словена.
У Далмацији је 1864. ступио на снагу нови општински закон, на чело книнске општине су изабрани народни кандидати, што је касније прослављано другог дана Божића.

### 20. век
Током Другог светског рата, Книнску Крајину окупирају Италијани, а Народноослободилачка војска Југославије ослобађа ову територију војном акцијом Книнска операција 1944. Након рата, она улази у састав НР Хрватске.

#### Крај 20. века
За време распада СФРЈ, Книнска Крајина је средином 1990. године имала значајну улогу у формирању Заједнице општина Северне Далмације и Лике, која је већ крајем исте године прерасла у САО Крајину, а касније у Републику Српску Крајину (1991—1995). У војној операцији Олуја у августу 1995. године хрватска војска заузима Книн и околину, ставља га под контролу Републике Хрватске, протерујући већинско српско становништво.